# Municipio de Rocewood
El municipio de Rocewood (en inglés: Rocewood Township) es un municipio ubicado en el condado de Rawlins en el estado estadounidense de Kansas. En el año 2010 tenía una población de 384 habitantes y una densidad poblacional de 0,52 personas por km².

## Geografía
El municipio de Rocewood se encuentra ubicado en las coordenadas 39°49′19″N 101°19′9″O / 39.82194, -101.31917. Según la Oficina del Censo de los Estados Unidos, el municipio tiene una superficie total de 741.95 km², de la cual 741,88 km² corresponden a tierra firme y (0,01 %) 0,07 km² es agua.

## Demografía
Según el censo de 2010, había 384 personas residiendo en el municipio de Rocewood. La densidad de población era de 0,52 hab./km². De los 384 habitantes, el municipio de Rocewood estaba compuesto por el 97,66 % blancos, el 0,78 % eran afroamericanos, el 0,26 % eran amerindios, el 0,52 % eran asiáticos, el 0,26 % eran de otras razas y el 0,52 % eran de una mezcla de razas. Del total de la población el 5,99 % eran hispanos o latinos de cualquier raza.